# Brudparsuppvaktning
Brudparsuppvaktning är en mer folklig uppvaktning som sker till brudparet i anslutning till bröllopet antingen kort före bröllopet eller i anslutning till bröllopsfesten.  
Dessa uppvaktningar skiljer sig från trakt till trakt och över tiden och präglas av en lokal tradition. Några exempel på uppvaktningar är möhippa, svensexa och kryckeståt.

## Brudparsuppvaktningar i Sverige

### Efter bröllopsfesten
Brudparet ut är en sed där traktens ungdomar samlas utanför lokalen där bröllopsfesten hålls och ropar Brudparet ut! ihärdigt och högt tills brudparet visar sig och då möts av jubel. Några lokala namn för "brudparet ut" är brudkoxning (Västerbotten), brudvisning (Halland) och brudskådning (Gotland).